# Koligacja procesorów
Koligacja procesorów – modyfikacja natywnego algorytmu szeregującego procesy. Każde zadanie (proces lub wątek) znajdujące się w kolejce ma swój własny identyfikator oznaczający preferowany procesor. Przydział czasu procesora następuje poprzez przypisanie zadania do preferowanej jednostki przetwarzającej. Innymi słowy koligacja to zmiana przyporządkowanego procesora (lub rdzenia w procesorach wielordzeniowych) konkretnego procesu lub wątku.